# Église Saint-Gervais-Saint-Protais de Faleyras
Pour les articles homonymes, voir Église Saint-Gervais-Saint-Protais et Église Saint-Gervais.
L'église Saint-Gervais-Saint-Protais est une église catholique  située dans la commune de Faleyras, dans le département de la Gironde, en France.

## Localisation
L'église se trouve au centre du village, sur la place de la Mairie, à l'intersection des routes départementales D122 (Guillac au nord et Targon au sud) et D140 (Blésignac à l'ouest et Bellefond).

## Historique
L'église actuelle, construite au XIIe siècle en style roman, est bâtie sur un édifice plus ancien. De l'église romane, il ne reste que le mur sud, dans lequel il y a un portail datant du XIIe siècle, actuellement muré.
Le portail est authentiquement roman : voussures à chevrons, archivoltes à motifs en rosace ou en étoile cerclée. L'unique chapiteau subsistant est orné de cercles tangents centrés par une croix.
L'édifice a été rebâti au XVIe siècle, en 1544, car on trouve une inscription dans le chœur à propos le travail du maître-maçon Martial Roux, qui a ajoutait un bas-côté en voûte à croisées d'ogives. (Il y a une inscription semblable, par le même maçon, dans l'église Saint-Pierre de Langoiran, datée de 1541).
Lors des guerres de religion l'église fut fortifiée.
Une sacristie a été ajoutée au Nord de l'abside à la fin du XVIe siècle et en 1735 la façade occidentale s'est effondrée et a été rebâtie.
Au XIXe, siècle, vers 1871, toute la partie haute de l'église a été démolie en reconstruite.

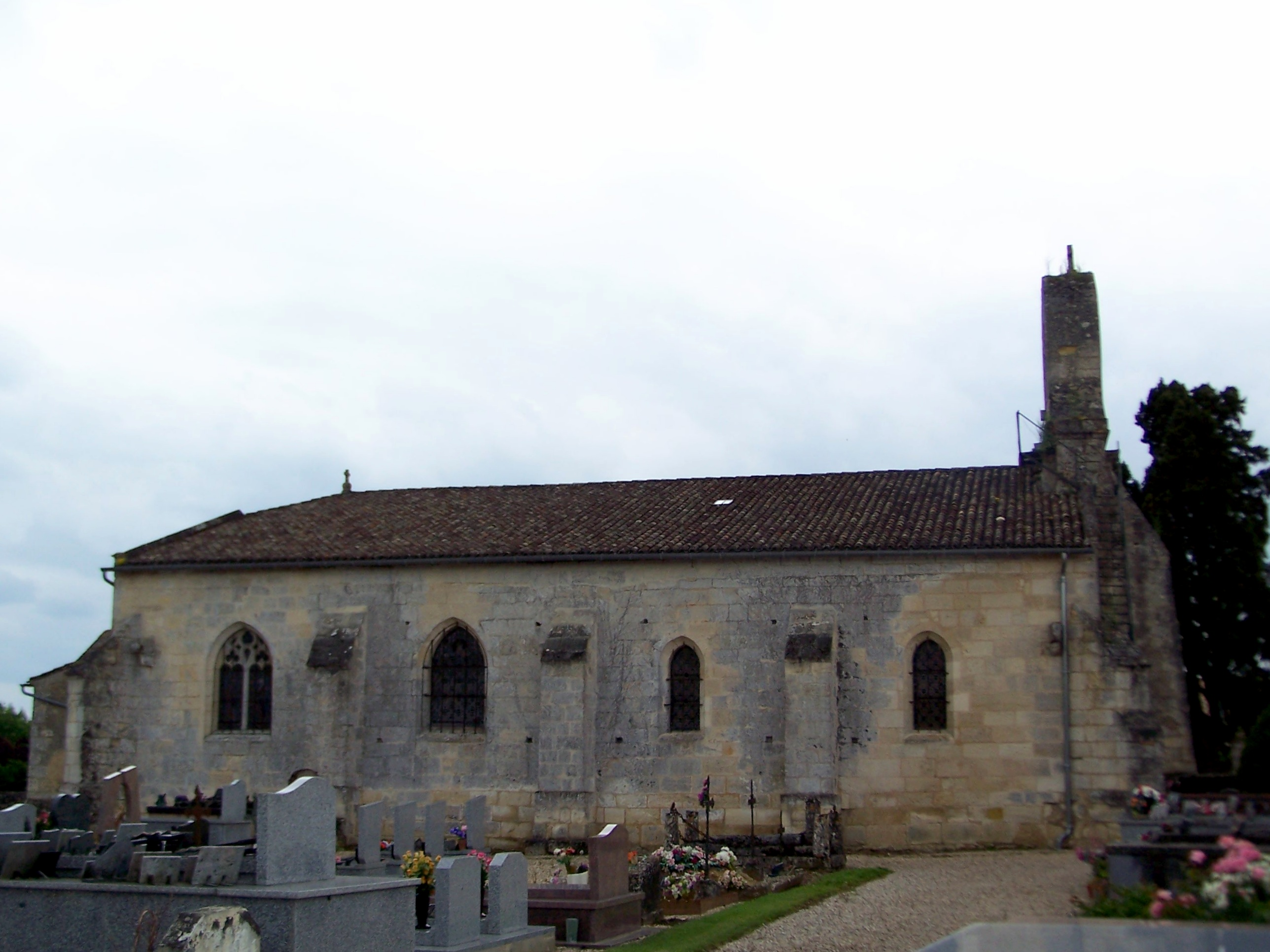
Vue nord (juin 2013)
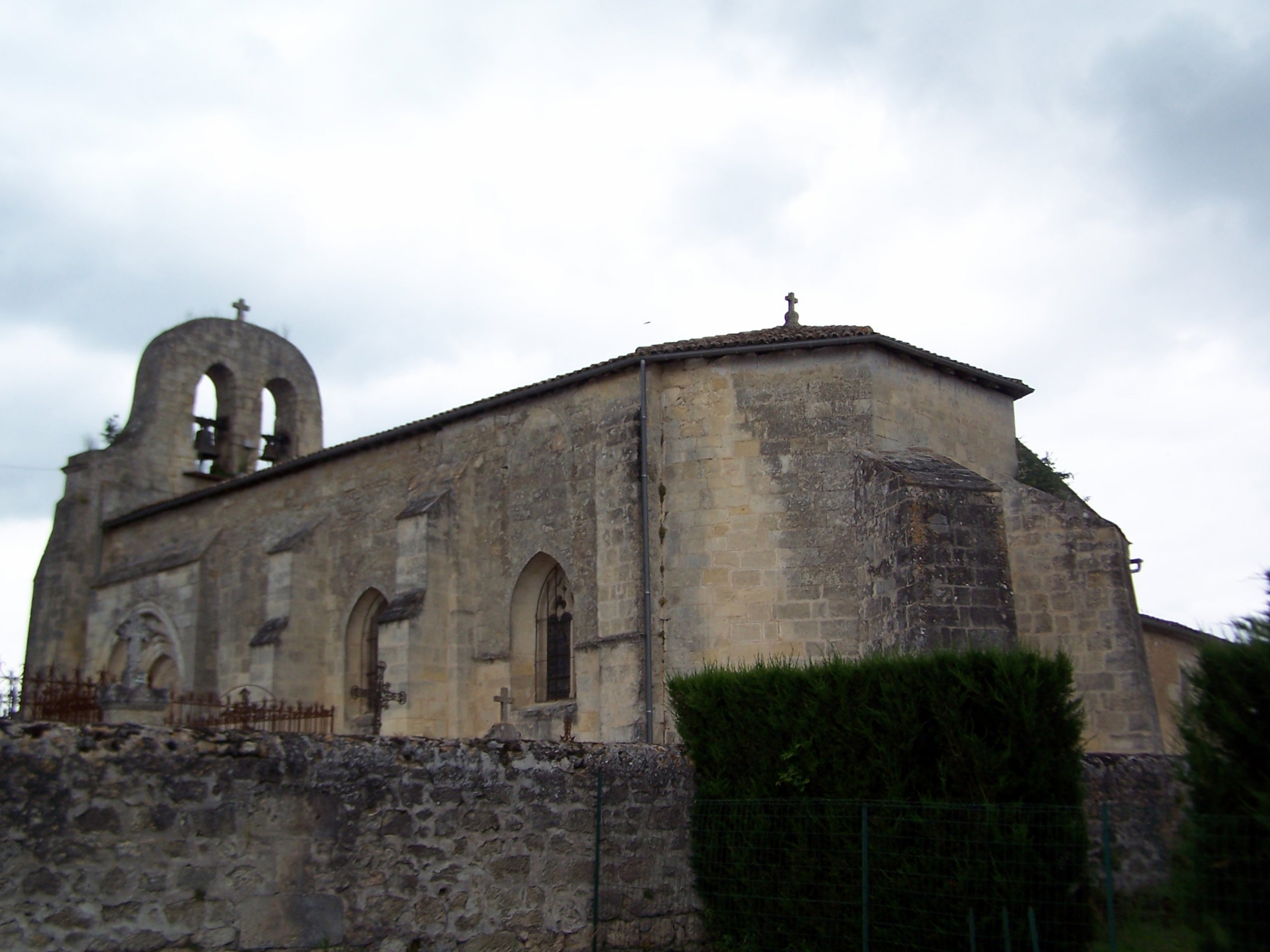
Vue sud-ouest et chevet (juin 2013)
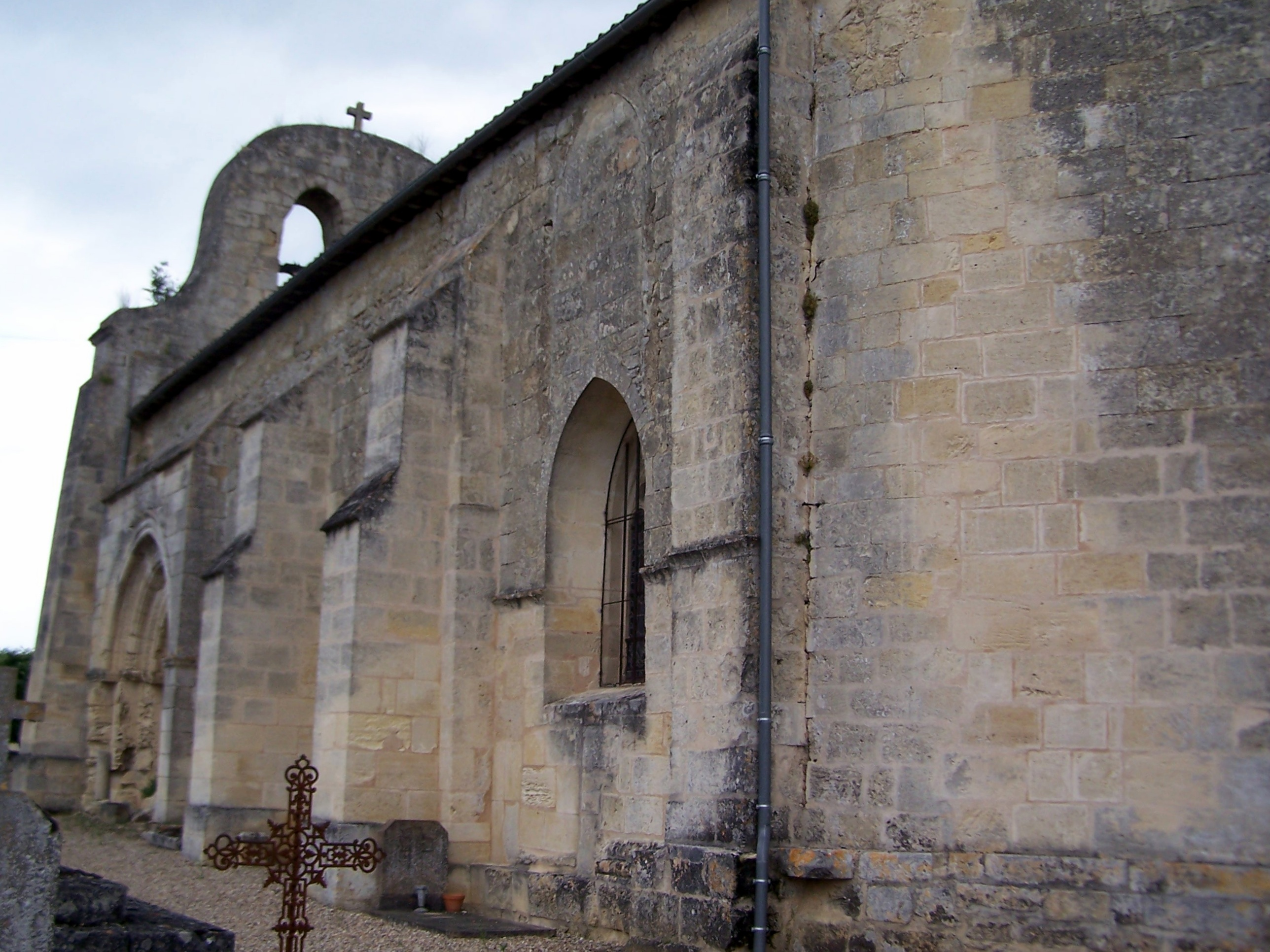
Façade sud (juin 2013)
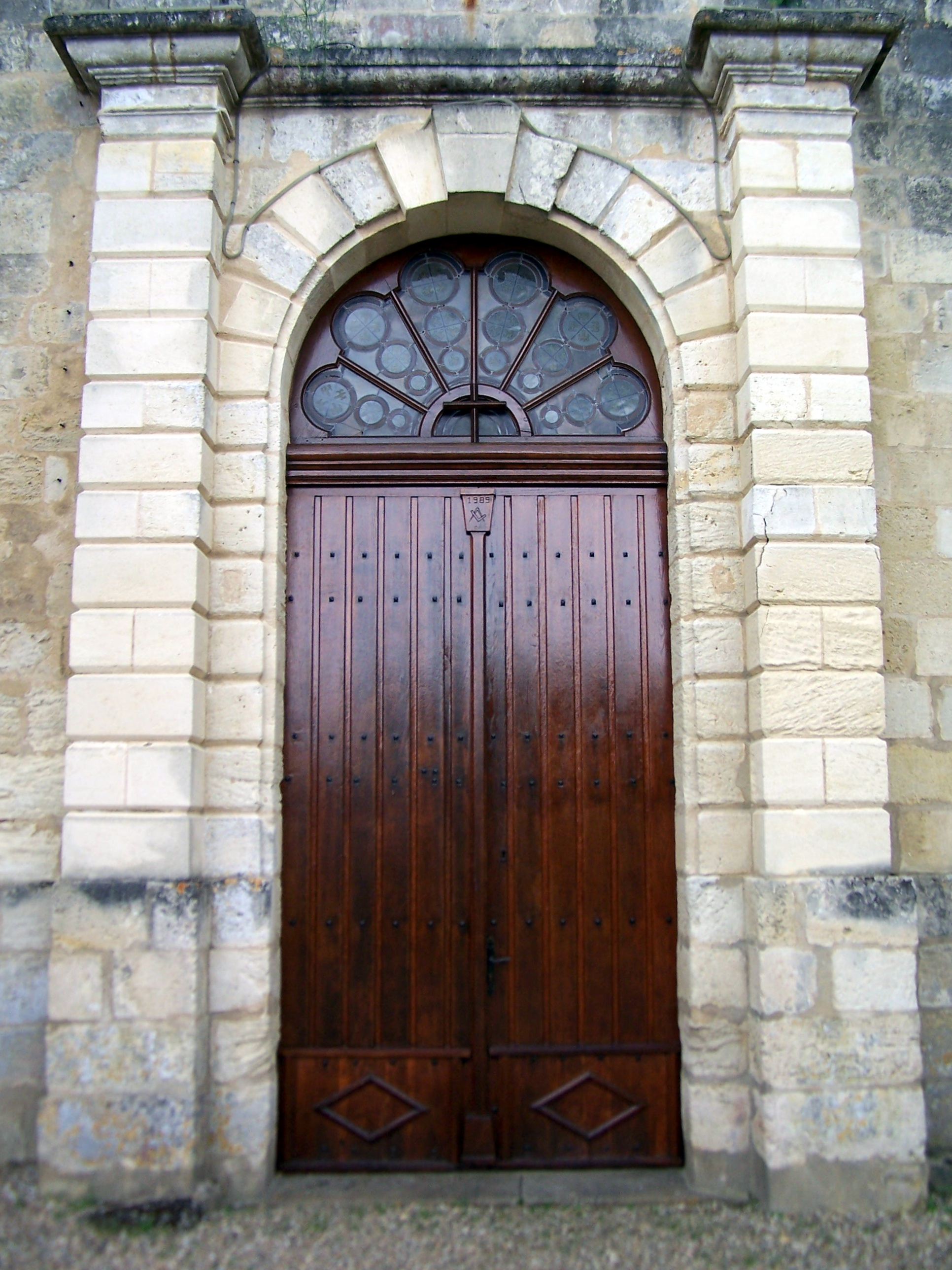
Le portail occidental (juin 2013)
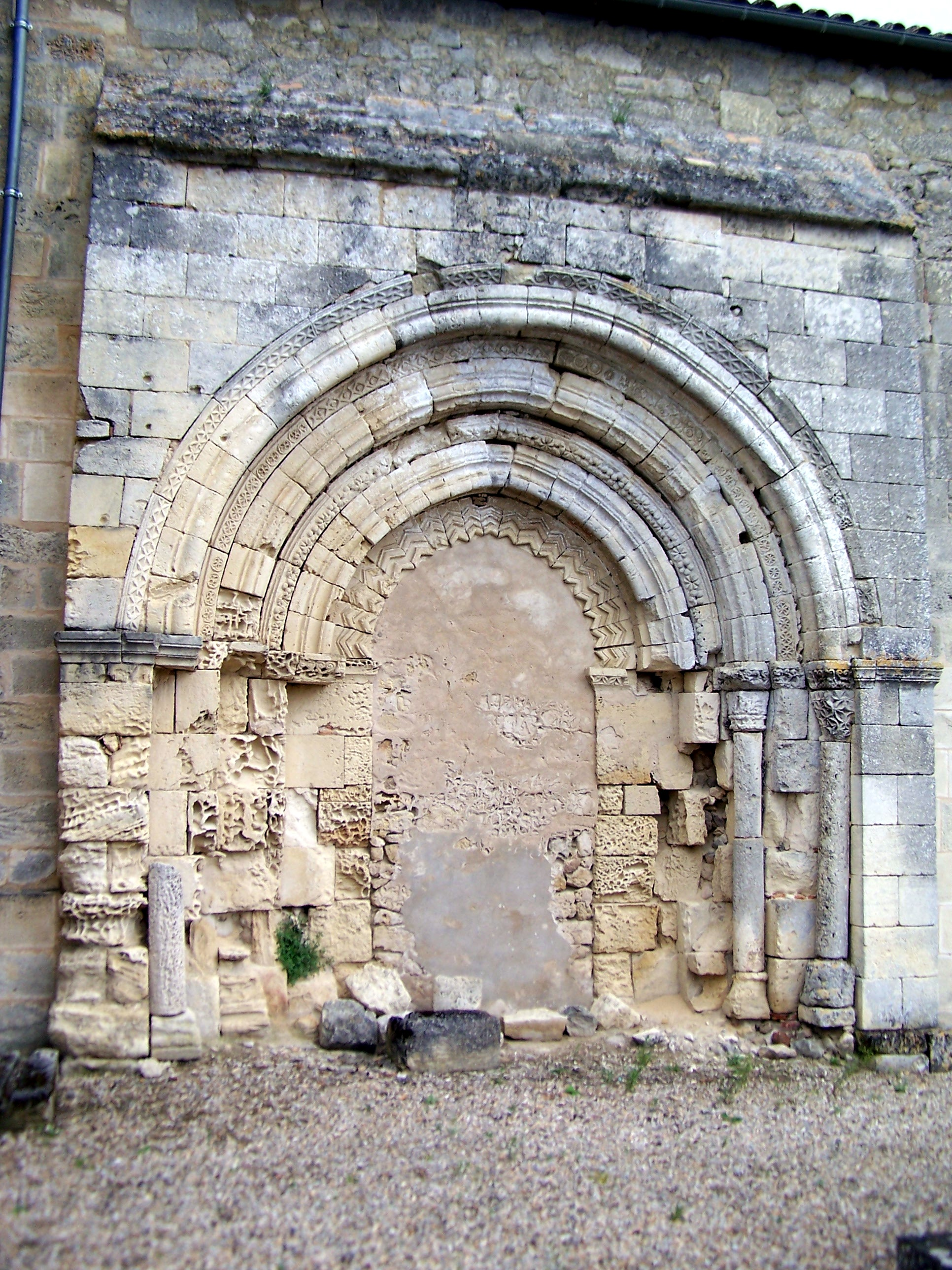
Le portail latéral sud condamné (juin 2013)

On trouve les traces de trois cadrans canoniaux sur le mur sud :

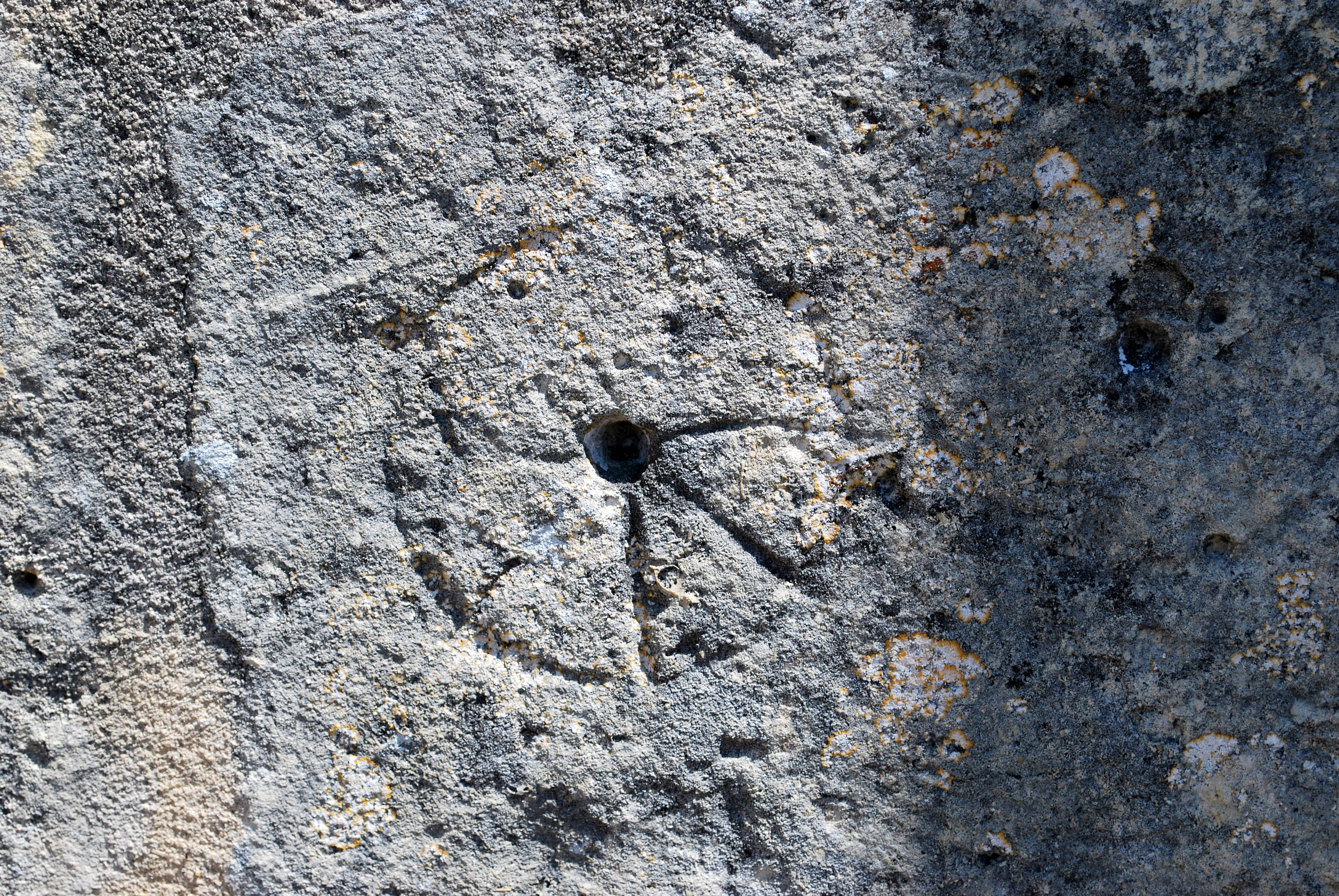
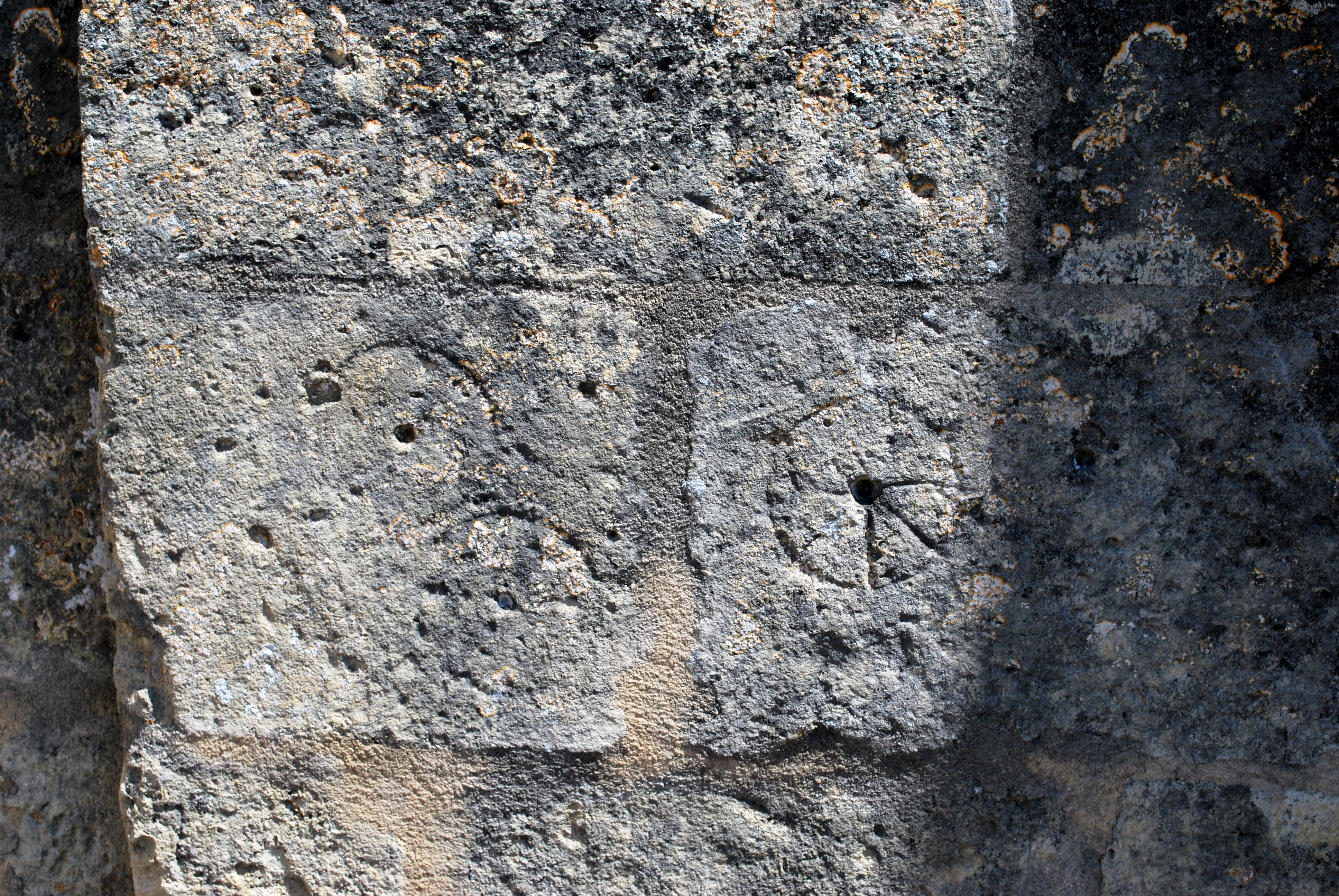
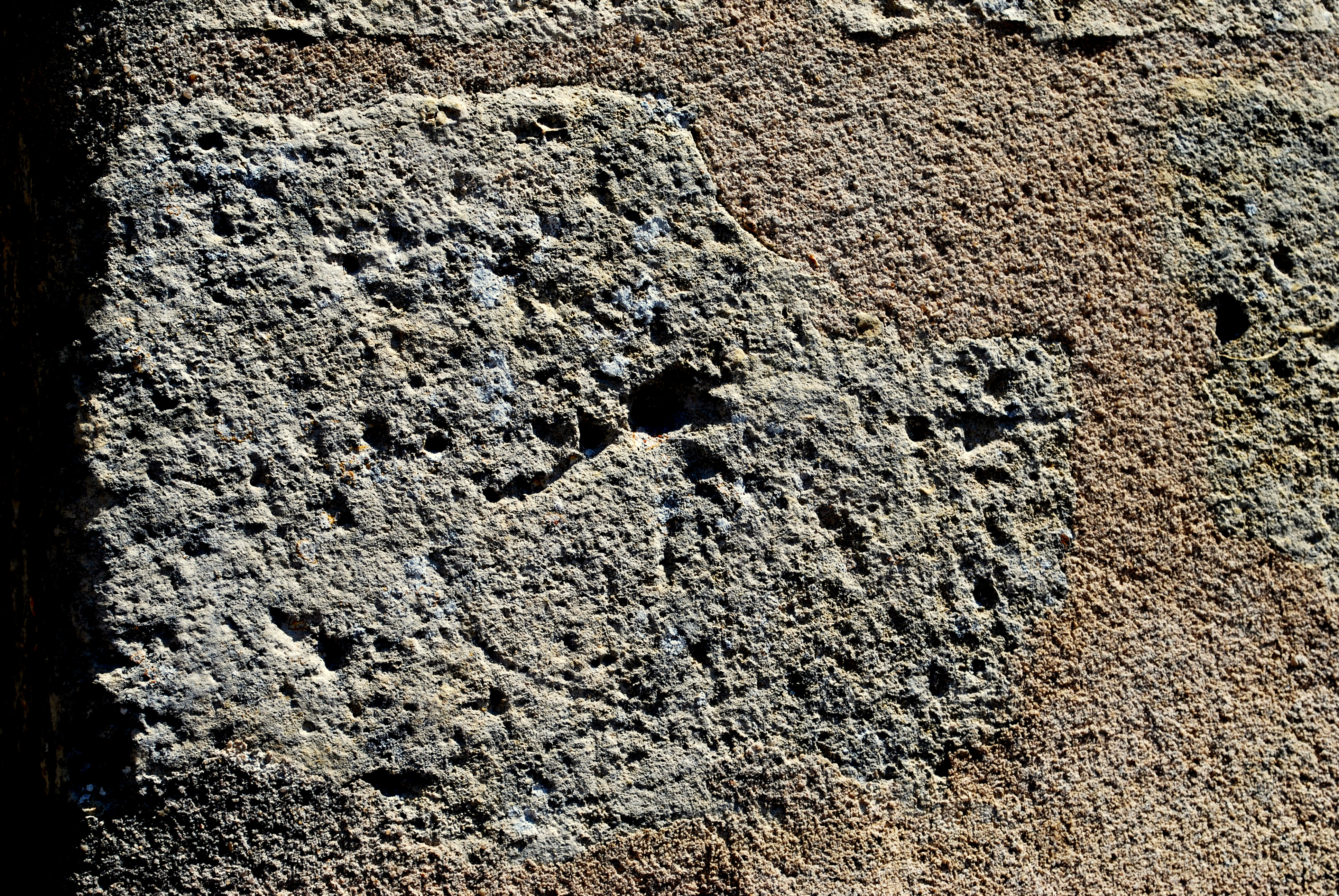

L'église a été inscrite au titre des monuments historiques en totalité par arrêté du 12 avril 2001 après l'avoir été partiellement en 1925.